# روز داروین

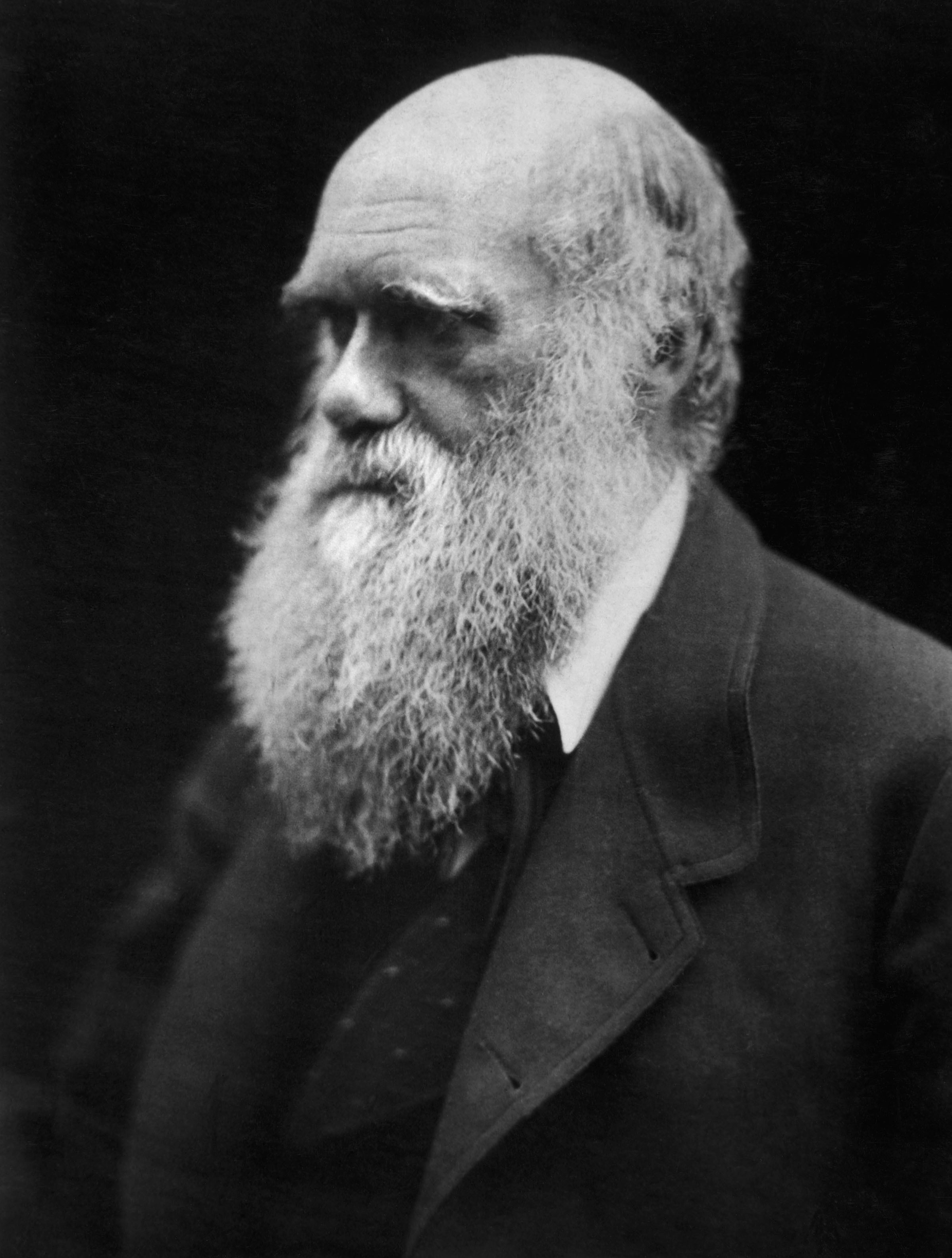
چارلز رابرت داروین (به انگلیسی: Charles Robert Darwin) زیست‌شناس و زمین‌شناس انگلیسی بود که بیش از هر چیز برای یافته‌هایش در زمینهٔ دانش فرگشت شناخته می‌شود. نظریه او می‌گوید همهٔ گونه‌ها دارای نسب مشترک هستند. امروزه این نظریه در میان دانشمندان پذیرفته شده است و یکی از مفاهیم بنیادی زیست‌شناسی به‌شمار می‌آید

روز داروین (به انگلیسی: Darwin Day) یا روز جهانی داروین، جشنی تازه‌تاًسیس به مناسبت سالگرد تولد چارلز داروین در ۱۲ فوریه ۱۸۰۹ است. در این روز برنامه‌هایی توسط نهادهای مختلف برای یادآوری نقش برجسته داروین در علم و ترویج علم به صورت کلی برگزار می‌شود.